# Diamagnetismo
Diamagnetismo é o termo utilizado para designar o comportamento de materiais que são repelidos na presença de campos magnéticos, ao contrário dos materiais paramagnéticos e ferromagnéticos que são atraídos por campos magnéticos.

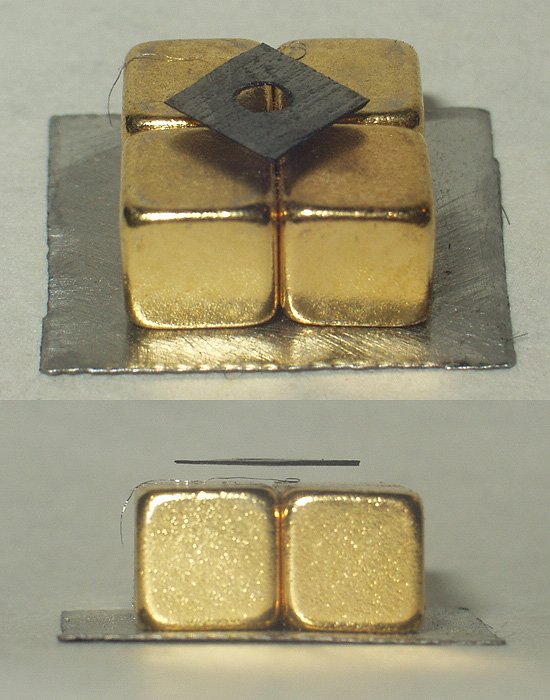
Uma levitação diamagnética.

O diamagnetismo é um efeito quântico que existe em todos os materiais, mas é tão fraco que normalmente não pode ser observado quando o material possui uma das outras duas propriedades: ferromagnetismo ou paramagnetismo. Ou seja, o diamagnetismo corresponde ao tipo mais fraco de resposta magnética de um sistema.
Nos materiais diamagnéticos, os dipolos elementares não são permanentes, sendo que esses materiais não são afetados com a mudança de temperatura e o valor da sua susceptibilidade magnética é tipicamente próximo de milionésimo (10−6) e sempre negativo, devido a Lei de Lenz que afirma que um circuito submetido a um campo magnético externo variável, cria um campo contrário opondo-se a variação deste campo externo. Devido ao valor da susceptibilidade magnética ser negativo, o material sofre uma repulsão, entretanto o efeito é muito fraco, isto é, somente é percebido em campos magnéticos intensos, algumas ordens de grandeza maior do que o campo magnético terrestre.
Todo material diamagnético submetido a um campo magnético externo apresenta um momento dipolar magnético líquido orientado no sentido oposto ao do campo magnético externo. Se o campo magnético externo é não-uniforme, o material diamagnético é repelido da região onde o campo magnético é mais intenso para a região onde o campo magnético é menos intenso.

## História
Foi primeiramente observado por Sebald Justinus Brugmans em 1778, ao observar que o bismuto e o antimônio eram repelidos por campos magnéticos. O diamagnetismo foi nominado e estudado por Michael Faraday, em 1845 que, através de seus estudos, concluiu que o diamagnetismo era uma propriedade da matéria, e que todo material respondia de uma forma diamagnética ou de uma forma paramagnética a um campo magnético aplicado a ele.

## Materiais
Materiais diamagnéticos como a água, ou materiais que tenham a água como base, tem uma permeabilidade magnética relativa menor ou igual a 1, consequentemente sua susceptibilidade magnética é menor ou igual a zero, já que a susceptibilidade é definida por χv = μv − 1. Isso indica que materiais diamagnéticos são repelidos por campos magnéticos. Contudo, como o diamagnetismo é uma propriedade fraca, seus efeitos não podem ser observados no dia a dia. Por exemplo, a susceptibilidade magnética de diamagnéticos como a água é da ordem de χv = −9,05×10−6. O material diamagnético mais forte é o bismuto, χv = −1,66×10−4, mesmo que o grafite pirolítico possa ter susceptibilidade de χv = −4,00×10−4 em um dos planos. Mesmo assim, estes valores são de ordem de magnitude muito inferior ao magnetismo que possuem os materiais paramagnéticos e ferromagnéticos.
Todos os condutores mostram um diamagnetismo mais efetivo quando interagem com um campo magnético que varia no tempo. A força de Lorentz que age nos elétrons faz com que eles se movimentem formando correntes parasitas, que por sua vez produzem um campo magnético induzido no sentido oposto ao campo aplicado.

### Supercondutividade

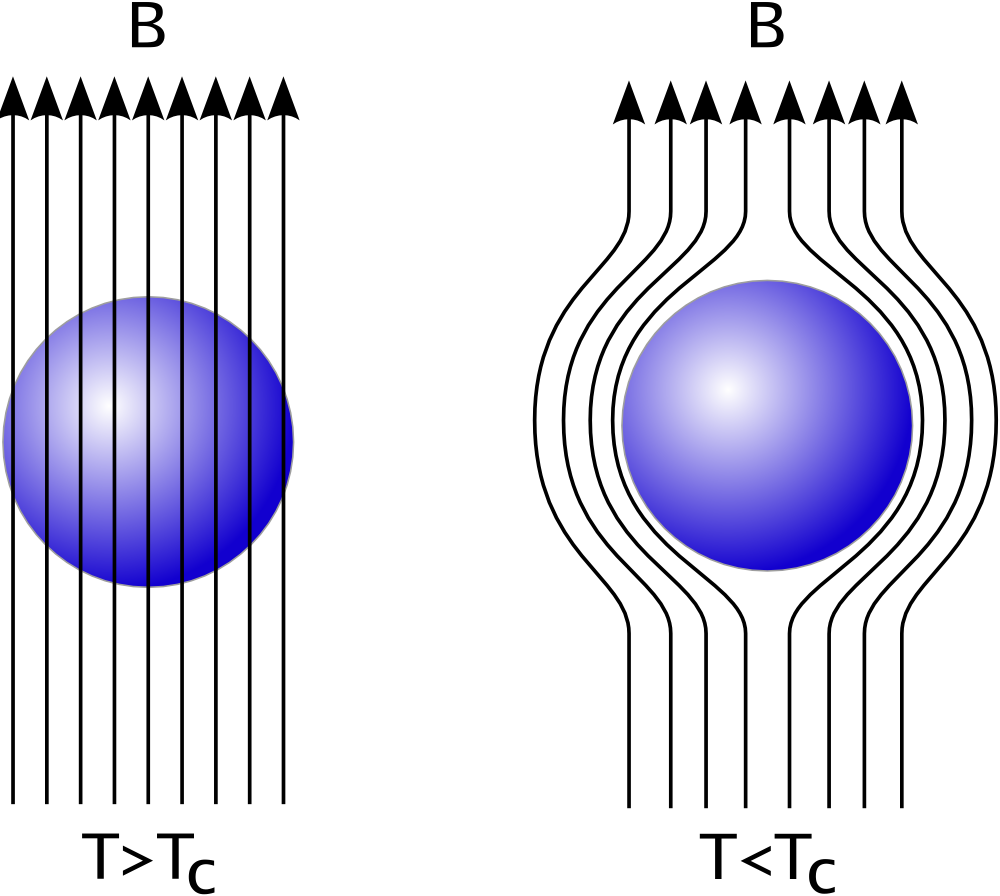
Transição da condutividade normal (esquerda) para a supercondutividade (direita). Durante a transição, o condutor repele o campo magnético e age como um diamagnético perfeito.

Supercondutores são materiais que perdem a resistência  à corrente elétrica quando estão abaixo de uma determinada temperatura. O supercondutor é um diamagnético perfeito (χv = −1). pois ele repele todos os campos magnéticos (exceto em superfícies muito finas) devido ao Efeito Meissner. Esse efeito, que talvez seja a característica mais famosa dos supercondutores, é a causa da levitação magnética de um ímã, por exemplo, quando é colocado sobre um pedaço de supercondutor. A explicação para o fenômeno está na repulsão total dos campos magnéticos externos pelos supercondutores, o que faz com que o campo magnético interno seja nulo, desde que o campo externo aplicado não seja muito intenso.
| Material           | χv [x 10−5] |
| ------------------ | ----------- |
| Supercondutor      | -105        |
| Grafite Pirolítico | -40,9       |
| Bismuto            | -16,6       |
| Mercúrio           | -2,9        |
| Prata              | -2,6        |
| Diamante           | -2,1        |
| Chumbo             | -1,8        |
| Grafite            | -1,6        |
| Cobre              | -1,0        |
| Água               | -0,91       |

## Teoria
Em um material, normalmente os elétrons se dispõe em órbitas, sem nenhuma resistência entre elas agindo como um loop de corrente. Deste modo, poderia se dizer que em geral os efeitos do diamagnetismo seriam comuns, visto que qualquer campo magnético aplicado gerariam corrente nesses loops em oposição à carga, de um modo similar aos supercondutores, que essencialmente são diamagnéticos perfeitos. Entretanto, como os elétrons são mantidos presos às órbitas pela carga dos prótons e ainda mais pelo Princípio de Exclusão de Pauli, muitos materiais exibem o diamagnetismo mas respondem muito pouco aos campos magnéticos aplicados.
O Teorema de Bohr-Van Leewen prova que não pode haver paramagnetismo ou diamagnetismo em um sistema puramente clássico, Porém, a teoria clássica de Paul Langevin para o diamagnetismo nos dá a mesma previsão que a teoria quântica. A teoria clássica é dada abaixo:

### Diamagnetismo de Langevin
A teoria do diamagnetismo de Langevin se aplica a materiais que contém átomos O número de revoluções por unidade de tempo é com "cascas fechadas" (ver dielétrico). Um campo magnético com intensidade B, aplicado a um elétron com carga e e massa m, dá início à precessão de Larmor com uma frequência ω = eB / 2m. O número de revoluções por unidade de tempo é ω / 2π. Então a corrente elétrica para um átomo com Z elétrons é (em unidades do SI): 
{\displaystyle I=-{Ze^{2}B \over 4\pi m}}. 
O momento magnético de um loop de corrente é igual a corrente vezes a área do loop. Suponha que o campo é alinhado com o eixo z, a área média do loop pode ser dada por π(ρ²) , onde (ρ²)  é a raíz quadrada da distância dos elétrons perpendiculares ao eixo z. O momento magnético é, portante:
{\displaystyle \mu =-{Ze^{2}B \over 4m}(\rho ^{2})}.
Se a distribuição da carga é esfericamente simétrica, podemos supor que a distribuição das coordenadas x, y, z são independentes e igualmente distribuídas. Então {\displaystyle \langle x^{2}\rangle =\langle y^{2}\rangle =\langle z^{2}\rangle ={1 \over 3}\langle r^{2}\rangle }. Onde.  {\displaystyle \langle r^{2}\rangle }é a raiz quadrada da distância dos elétrons até o núcleo, portanto {\displaystyle \langle \rho ^{2}\rangle =\langle x^{2}\rangle +\langle y^{2}\rangle ={2 \over 3}\langle r^{2}\rangle }. Se n é o número de átomos por unidade de volume, a susceptibilidade magnética do volume é, em unidades do SI:
{\displaystyle \mathrm {X} ={\mu _{0}n\mu  \over B}=-{\mu _{0}e^{2}Zn \over 6m}\langle r^{2}\rangle }

## Demonstrações

### Curvando a superfície da água
Se um imã forte é coberto com uma camada fina de água em comparação ao diâmetro do imã, então o campo magnético do imã irá repelir a água, gerando uma pequena curvatura na superfície e que pode ser vista pelo seu reflexo.

### Levitação

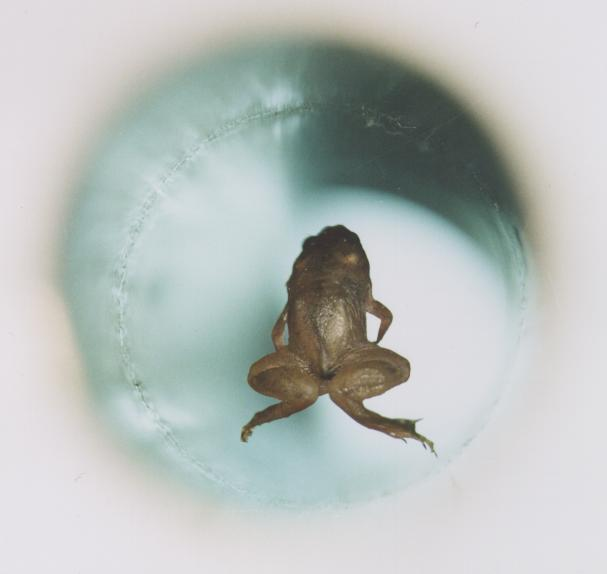
Um sapo vivo flutua em um pequeno solenoide de 32mm de diâmetro, com um campo magnético de aproximadamente 16 Tesla.

Materiais diamagnéticos podem sofrer um efeito de levitação em equilíbrio estável quando submetidos a um campo magnético, sem consumir energia para isso. O Teorema de Earnshaw parece impossibilitar a possibilidade da levitação magnética estática, porém o teorema aplica-se apenas a objetos com susceptibilidade magnética positiva  como os ferromagnéticos (que possuem um momento positivo permanente) e os paramagnéticos (que induzem um momento positivo), Estes materiais são atraídos pelo campo máximo, que não podem existir no espaço. Já os diamagnéticos (que induzem momento negativo) são atraídos pelo campo mínimo, que podem existir no espaço livre.
Um pequeno pedaço fino de grafite pirolítico, um diamagnético forte, pode ser colocado flutuando de modo estável em um campo magnético,gerado por um imã permanente de Terra-rara. Este experimento pode ser feito com todos os componentes em temperatura ambiente, tornando assim um exemplo excelente de demonstração do diamagnetismo.
A universidade católica Radboud Universiteit Nijmegen conduziu um experimento onde foram postas em levitação água e outras substâncias, em particular um pequeno sapo vivo (ver figura).
Em setembro de 2009 a NASA, mais precisamente o Laboratório de Propulsão a Jato, em Pasadena, Califórnia, anunciou que concluiu com sucesso um experimento levitando ratos usando supercondutores magnéticos. Como ratos são biologicamente muito mais similares a seres humanos do que sapos, o feito foi de grande importância e deve gerar novos experimentos apesar dos efeitos da microgravidade em ossos e massa muscular.